# Hyperolius chelaensis
Hyperolius chelaensis é uma espécie de anfíbio anuros da família Hyperoliidae. Está presente em Angola. A UICN classificou-a como deficiente de dados.